# Crisis secular
Crisis secular es una coyuntura histórica de crisis que por su duración en el tiempo y generalización en el espacio adquiere dimensiones extraordinarias (también se denomina crisis general).
Reciben el nombre del siglo en el que sucedieron, aunque si lo desbordan o no lo alcanzan completo puede utilizarse la adjetivación de siglo largo o siglo corto, como ocurre con la clasificación que la historiografía hace de otros siglos para calificarlos, sean críticos o no.
El concepto se restringe en la práctica para la civilización occidental y para las Edades Antigua, Media y Moderna. Únicamente se han descrito cuatro crisis seculares o generales:
- la crisis del siglo III
- la crisis del siglo XIV
- la crisis del siglo XVII (cuya existencia misma generó un debate historiográfico)
- la crisis del Antiguo Régimen (1751-1848)

Esta última es buen ejemplo de que los cambios que constituyen una crisis no tiene por qué deberse a una crisis climática previa ni ser declives económicos o demográficos. También tiene características distintas a las tres anteriores, fundamentalmente que se exprese a través de Revoluciones.
No es improbable que los periodos intermedios del Egipto Antiguo puedan deberse a una crisis general o secular. De hecho, el tercero y último de ellos (1070-715 a. C.),precedido por alteraciones generalizadas en todo el Mediterráneo que para Egipto significó la invasión de los pueblos del mar, coincide con la llamada Edad Oscura de la civilización griega y con cambios importantes en Oriente Medio (surgimiento de Israel y las ciudades fenicias). Menos claramente, el segundo de ellos (1800-1550 a. C.) con la invasión de los hicsos, coincide con el declive de la civilización minoica de Creta, que quizá sea más fácil explicar como una crisis puntual por la erupción del volcán Thera o isla de Santorini (1628 a. C.). El primero de ellos (2255-2025 a. C.) también se ha atribuido a invasiones quizá generadas por causas climáticas.
El nivel espacial de la generalización difícilmente puede abarcar la totalidad del mundo antes de la Revolución industrial. Aunque Immanuel Wallerstein habla de economía mundo en el siglo XVI, las zonas que él denomina la periferia y la arena exterior (las no europeas), no tuvieron hasta el siglo XIX o XX una integración suficiente como para compartir un fenómeno de tal magnitud que una crisis climática. Si en fechas incluidas en los siglos señalados hay en América o Asia alteraciones históricas de importancia, no lo son en mayor medida que en los siglos anteriores o siguientes.
A partir de la Edad Contemporánea no hay perspectiva temporal suficiente como para haber descrito otra cosa que crisis cíclicas de menor duración propias del capitalismo.
Por muy amplia que sea la dimensión temporal de un siglo, tampoco puede olvidarse que nos encontramos con una situación de coyuntura en términos históricos, y que por tanto se trata de un momento a incluir en las transiciones entre los distintos modos de producción, visto desde una perspectiva de materialismo histórico: la del siglo III inicia la transición del esclavismo al feudalismo, la del XIV inicia la transición del feudalismo al capitalismo y la del siglo XVII, en medio de esa misma transición, la que determina qué zonas van a progresar en el sentido de la Revolución burguesa la Revolución Liberal y la Revolución industrial. La Crisis del Antiguo Régimen liquida la transición con el triunfo de las revoluciones.
Otros fenómenos históricos, como los llamados de larga duración (en francés longe dureé), desbordan estos límites temporales e irían más allá de la coyuntura.